# Pheia attenuata
Pheia attenuata là một loài bướm đêm thuộc phân họ Arctiinae, họ Erebidae.